# اللثامة

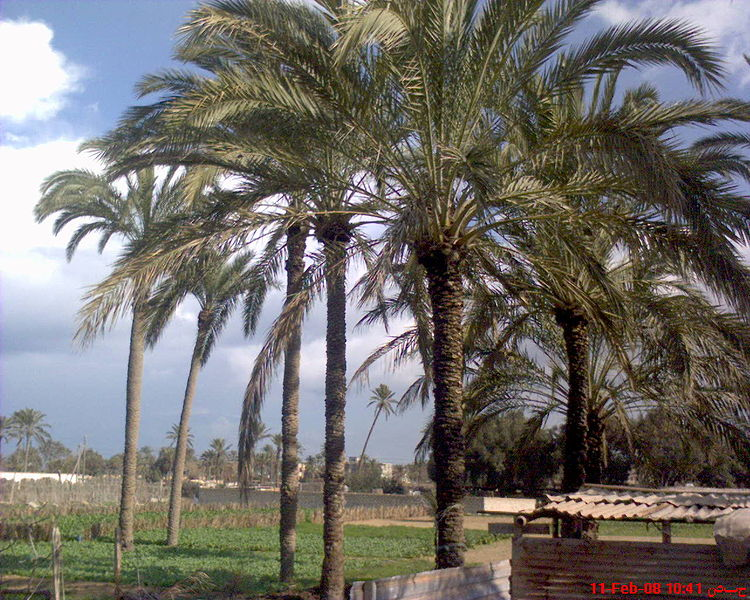
أشجار النخيل في اللثامة

اللثامة هي قرية أو ضاحية تقع شمال مركز مدينة بنغازي إذ تبعد عن مركز المدينة بحوالي 3كم وهي من المناطق الزراعية.
وقد يرجع سبب تسمية اللثامة بهذا الاسم إلى «اللثام» وهو الغطاء الذي يوضع على الرأس لإخفائه نظرا لموقع القرية القريب جدا من مركز مدينة بنغازي والخفي عن الأنظار وراء النخيل والأشجار المطوقة للقرية.
اللثامة التي كانت في القرنين الماضيين مصدرا لتزويد مدينة بنغازي بالخضروات، ومن أكثر ضواحي بنغازي ازدحاما بالسكان، أصبحت اليوم مكبا لرمي نفايات المدينة، بعدما توسعت الزراعة في كل أنحاء ليبيا في الستينات انطلاقا من اللثامة.

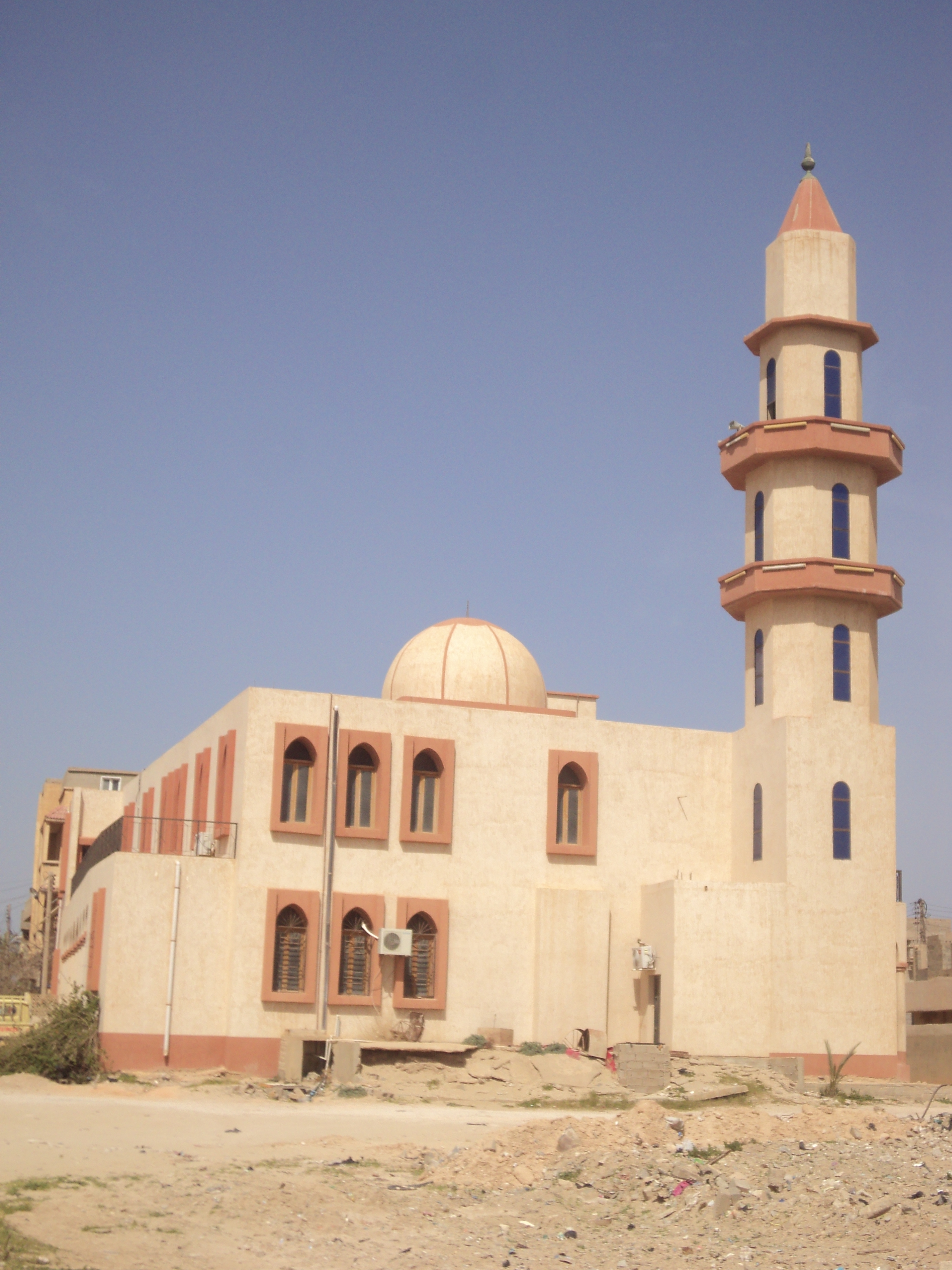
مسجد اللثامة الجديد.

تتبع اللثامة إداريا مؤتمر منطقة الصابري وقرية اللثامة يحدها من الشمال البحر ومن الغرب منطقة بودزيرة ومن الجنوب البحيرات الشمالية، ومن الغرب منطقة الزريريعية، واللثامة إحدى اعرق مناطق مدينة بنغازي إذ توجد رواية تقول إن إحدى البشوات التركيات وتعرف باسم «بنت لاغا» سكنت منطقة المنستيرا قبل حوالي 400 عام.[بحاجة لمصدر]

خضراوات في قرية اللثامنة

تنقسم اللثامة إلى:
- اللثامة الغربية.
- اللثامة الشرقية.
- المنستيرا.
- .المنقار.